# Вороний Георгій Феодосійович
Георгій Феодосійович Вороний (16 (28) квітня 1868, село Журавка Полтавської губернії, Російська імперія — 7 (20) листопада 1908, Варшава, Царство Польське) — видатний український математик. Член-кореспондент Російської Академії наук з 01.12.1907, професор Варшавського університету.

## Життєпис
Народився в селі Журавка Прилуцького повіту Полтавської губернії колишньої Російської імперії (нині — Прилуцького району Чернігівської області). Батько — Феодосій Якович Вороний (1837—1910) — педагог, випускник Київського університету Святого Володимира, професор Ніжинського ліцею, згодом — директор Прилуцької гімназії, людина прогресивних поглядів, ініціатор (разом з Михайлом Драгомановим) створення в Києві безкоштовних недільних шкіл для робітничої молоді, активний член створеної при Київському університеті студентської Громади, його громадську діяльність у студентські роки відзначали Олена Пчілка та Іван Нечуй-Левицький, листувався з Григорієм Ґалаґаном щодо педагогіки і педагогічних кадрів.
Матір Георгія, Личкова Клеопатра Михайлівна, викладала в Київській жіночій гімназії на Подолі та Подільській жіночій недільній школі. Личкові мали спадкове почесне громадянство, про що свідчить церковна книга: при хрещенні Георгія його хресними батьками записано Івана Яковича Вороного (студента Ніжинського ліцею, можемо лише мати здогадки, що Іван був братом Феодосія) і Любов Михайлівну Личкову (доньку київського почесного громадянина).
Георгій Вороний закінчив Прилуцьку чоловічу гімназію (1885), Санкт-Петербурзький університет (1889), учень Андрія Маркова. Був залишений при університеті для підготовки  магістерської дисертації. У 1894 році захистив магістерську дисертацію «Про цілі числа, залежні від кореня рівняння третього ступеня» і був обраний професором Варшавського університету, де вивчав ланцюгові дроби. Згодом захистив докторську дисертацію (1897) на тему «Про одне узагальнення алгоритму неперервних дробів», удостоєну премії імені Буняковського.  З осені 1898 року обіймав також посаду декана механічного факультету Варшавського політехнічного інституту. У Варшаві в Георгія Вороного навчався Вацлав Серпінський. У 1907 році обраний членом-кореспондентом Петербурзької академії наук. Під час революційних подій 1905—1907 років Варшавський університет і Варшавський політехнічний інститут були закриті, Вороний  прагнув отримати посаду професора математики Київського університету, але його призначили деканом механічного факультету заснованого в той час у Новочеркаську Донського політехнічного інституту.
Протягом усього життя Георгій Вороний зберігав зв'язки із Журавкою, щороку приїздив туди під час літніх канікул, там обмірковував свої наукові праці. Архів Вороного, переданий родичами вченого, зберігається в Інституті рукописів Національної бібліотеки України імені В. І. Вернадського. Вороний страждав від хвороби жовчного міхура, восени 1908 року хвороба перейшла в гостру форму. Георгій Вороний помер 7 (20) листопада 1908 у Варшаві..
Згідно з останньою волею вченого він був похований у Журавці. Його забальзамоване тіло зберігалося у спеціальному склепі, але на початку 30-х років XX століття склеп був знищений і тіло вченого односельці перепоховали в могилу його батька Феодосія Вороного.

## Наукова спадщина
Георгій Вороний працював головним чином в області теорії чисел. За життя вченого опубліковано його шість фундаментальних монографій та шість невеликих за обсягом праць. Кожна з його монографій відкривала нову галузь досліджень, але і кожна його невеличка робота давала новий несподіваний погляд на проблему і ставала поштовхом до наукових пошуків.

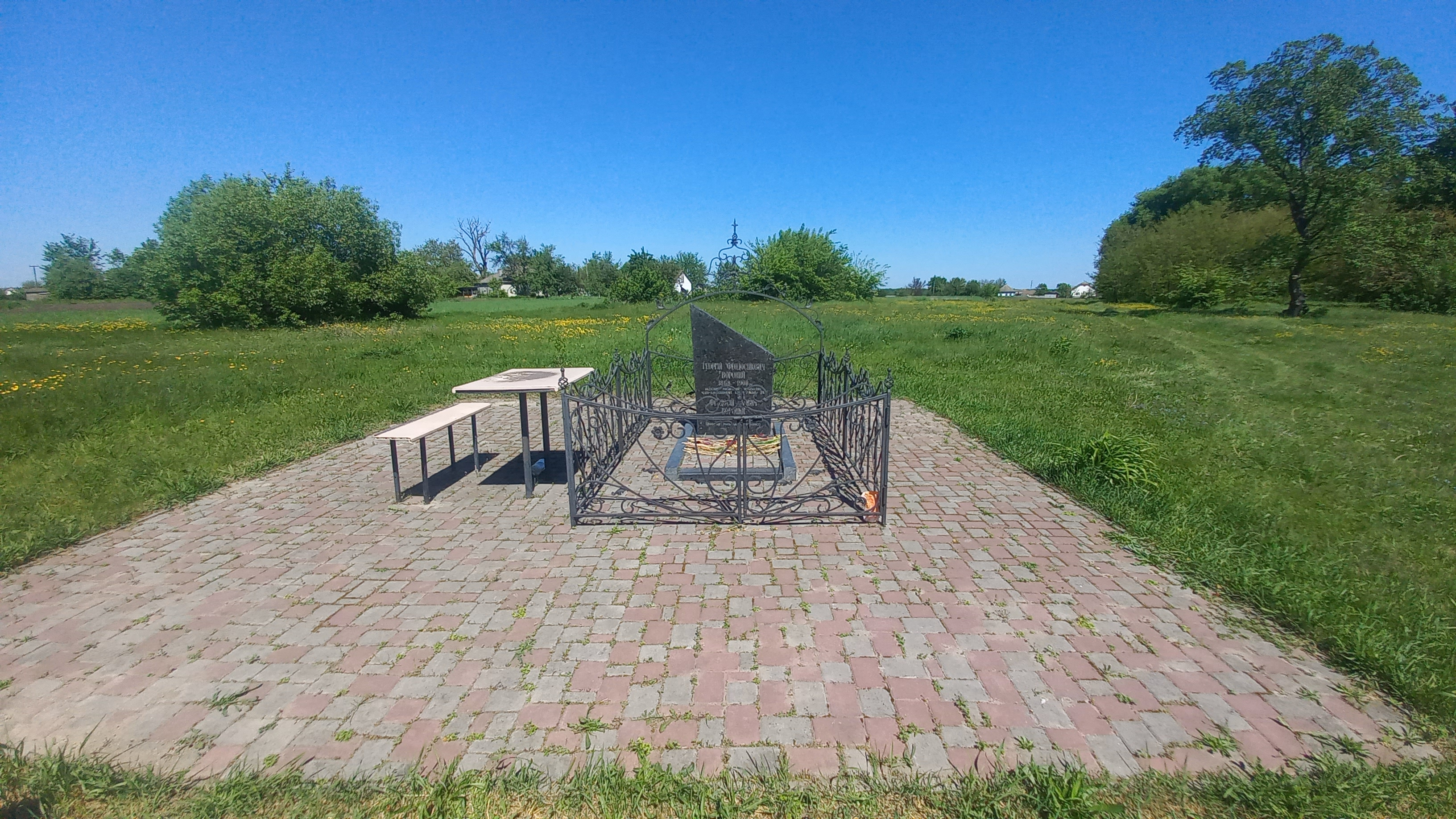
Могила Георгія Вороного (1868—1908) — Українського математика, Старе кладовище Журавка

Уже перший науковий результат Георгія Вороного стосовно чисел Бернуллі (1890) виявив їхні фундаментальні властивості, вивчення яких триває досі.
Головним результатом дисертаційних праць українського математика був опис загального кубічного поля цілих алгебраїчних чисел і побудова алгоритму для обчислення основних його одиниць, який згодом дістав назву «алгоритм Вороного». Узагальнення алгоритму неперервних дробів марно шукали протягом усього XIX століття найкращі математики Європи. За цей науковий внесок Г. Вороний отримав премію імені В. Буняковського (1896). Лише через 42 роки алгоритм Вороного наново відкрили німецькі математики.
Новий метод знаходження членів асимптотичного розвинення арифметичних функцій, що його запропонував Вороний 1903 року, та формула підсумовування Вороного й тотожність Вороного, що ґрунтуються на згаданому методі, стали визначальними для подальших досліджень в аналітичній теорії чисел у XX ст.
Найвизначнішими за глибиною одержаних результатів є дві останні великі монографії вченого (що були опубліковані у 1908—1909 рр.), які поряд із дослідженнями його сучасника німецького математика Германа Мінковського (1864—1909) заклали основу нової галузі математики — геометрії чисел.
Досягнення Георгія Вороного в галузі досконалих форм стали значним внеском в теорію квадратичних форм і значно стимулювали дослідження в цій галузі чистої математики. Повне видання праць Вороного у трьох томах здійснив Інститут математики УРСР у 1952—1953 роках.
Термін «Діаграма Вороного» ввели[хто?] в теоретичну комп'ютерну науку в середині 1970-х років. Відтоді цей об'єкт став настільки поширеним у дослідженнях, пов'язаних з геометричними алгоритмами, що деякі фахівці датують народження обчислювальної геометрії саме цією подією. Значний відсоток сучасних розробок в обчислювальній геометрії прямо чи побічно пов'язаний з діаграмами Вороного або з пов'язаними з ними структурами. Вони використовуються в різноманітних дослідженнях: від молекулярної біології до космосу, у комп'ютерній графіці, у розпізнаванні образів, вивченні штучного інтелекту, в екології, радіаційній фізиці, космології, хімічній технології, фізичній хімії та інших науках, а також у моделюванні рельєфу, в аналізі руху і плануванні, у виявленні зіткнень, навігації та обходу перешкод, в аналізі мережі тощо — в усіх цих і багатьох інших галузях використання «діаграм Вороного» дає можливість проводити математичні розрахунки.
В наші дні дослідження з використанням діаграм Вороного проводять практично в усіх країнах Європи, у США, Канаді, в країнах Південної Америки, Японії, Китаї, Гонконзі, Австралії, Індії, Новій Зеландії.
За останні 30 років вийшло кілька ґрунтовних монографій, в яких узагальнено діаграми Вороного, їм присвячено сотні статей. Найбільш відомою є монографія, де підсумовано основні досягнення у застосуваннях діаграм Вороного і їхніх численних узагальнень в багатьох наукових і технічних розробках.
З ініціативи Дослідницького центру діаграм Вороного (Університет Ханьян, Сеул) в різних країнах світу з 2004 до 2013 року проводили щорічні міжнародні симпозіуми, присвячені узагальненням діаграм Вороного та їхньому використанню (ISVD — International Symposium on Voronoi Diagrams):
- Японія (Токіо, 2004)
- Корея (Сеул, 2005)
- Канада (Калгарі, 2006; Квебек, 2010)
- Велика Британія (Гламорган, 2007)
- Україна (Київ, 2008)
- Данія (Копенгаген, 2009)
- КНР (Ціндао, 2011)
- США (Ратджерс, 2012)
- Росія (Санкт-Петербург, 2013)

У Києві, починаючи з 1993 року, раз на п'ять років проводять Міжнародні конференції, присвячені розвиткові наукових напрямів, що їх розробляв Вороний. Організаторами цих конференцій стали Інститут математики НАН України, Національний педагогічний університет імені Михайла Драгоманова та низка інших наукових і освітніх установ України.
За результатами першої Київської конференції 1993 року в Києві видана двотомна збірка статей «Voronoi's Impact on Modern Science» вчених з 17 країн світу. Український переклад оглядових статей цього збірника був здійснений 2003 року. У 2008 році (ювілейному — 100 років пам'яті вченого) за пропозицією організаторів ISVD обидві конференції об'єднали і провели в Києві.
Існують також спільні проєкти фахівців з різних країн, які розробляють певні аспекти застосувань діаграм Вороного. Наприклад, спільний дослідницький проект «Просторові розбиття і графи» (2011—2013), як частина програми EuroGIGA Європейської наукової фундації (European Science Foundation — ESF).
Діаграми Вороного використовують в інженерних конструкціях, у дизайнерських проектах, оскільки метод Вороного розбиття певного об'єму на частини дає змогу створювати максимально міцні структури з використанням мінімальної кількості матеріалу. Прикладами дизайнерських проектів, в основу яких покладено тривимірні діаграми Вороного, можуть слугувати такі: у Китаї за проектом дизайнера Hyun-Seok Kim'а будують яхту під назвою «Voronoi yacht», португальський архітектор Andre Koelho створив лампу — гриб «за Вороним».
У 2010 році на малій батьківщині Георгія Вороного (в селі Журавка) створили Благодійний фонд імені Георгія Вороного (voronuy.at.ua [Архівовано 16 березня 2013 у Wayback Machine.]), мета якого — увічнити місця, пов'язані з життям і особистістю Георгія Вороного та його родини (батька, братів, дітей — серед них були також видатні діячі свого часу, свідомі українці, багато хто з них постраждав під час репресій 30-х років XX ст.). У 2012 році Фонд видав науково-популярну книгу (збірник статей) «Георгій Вороний і його родинне оточення».

## Сім'я
- дружина — Ольга Митрофанівна Крицька (1864—1933), сестра полковника Армії УНР Павла Крицького[12]
- син — Вороний Олександр Георгійович (1892—1946) — лікар-онколог, репресований, загинув у ГУЛАГу.
- син — Вороний Юрій Юрійович (Георгійович) (1895—1961) — видатний хірург, першим у світі здійснив пересадку нирки людині (1933, Харків), учасник бою під Крутами 16 (29) січня 1918 року.[13]
  - його дружина — Віра Нечаївська, — член Української Центральної Ради (1917).
- донька — Ворона-Полуботько Олександра Георгіївна (1894—1966) — філолог.
  - її чоловік — Костянтин Полуботко — науковець, працював у ВУАН, репресований, помер у ГУЛАГу.
- донька — Ворона-Василенко Марія Юріївна (1900—1984) — вчителька української мови, працювала у Білій Церкві, репресована.
  - її чоловік — Василь Василенко — ветеринар, замучений на смерть за відмову доносити на підлеглих[джерело?].
- дочка — Ворона-Гришко Олена Георгіївна (1906—1991) — лікар-стоматолог.
  - її чоловік — Микола Пилипович Гришко — помер 1933 року[14]

## Пам'ять

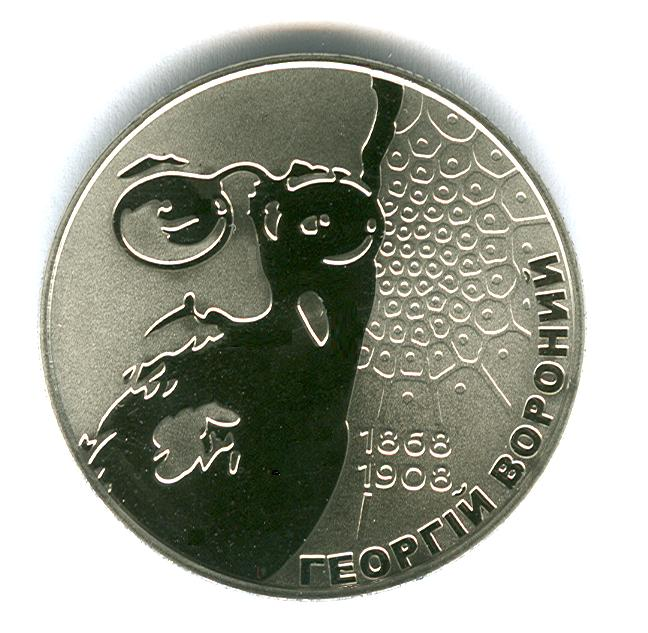
Пам'ятна монета на честь Вороного номіналом 2 гривні, яку випустив НБУ 2008 року

2018 рік — ювілейний для Г. Вороного. Постановою Верховної Ради України від 08.02.2018 (№ 2287-VIII) 150-річчя від дня народження вченого увійшло до переліку дат, які відзначаються на державному рівні.
Шоста міжнародна конференція з аналітичної теорії чисел та просторових мозаїк відбулася 24-28 вересня 2018 року в Києві. Конференція присвячена 150-річчю від дня народження Георгія Вороного. Як і на всіх попередніх Київських конференціях, тематика цієї конференції пов'язана з усіма сферами досліджень, розвитку яких сприяв Георгій Вороний:
- Теорія чисел,
- Геометрія чисел,
- Метод Вороного підсумовування,
- Просторові мозаїки,
- Застосування діаграм Вороного в природничих науках,
- Фрактальний аналіз та фрактальна геометрія.

Конференцію організував Національний педагогічний університет імені М. П. Драгоманова, Київ, Україна. У її організації також взяли участь такі наукові установи:
- Інститут математики НАНУ,
- КНУ ім. Тараса Шевченка
- Український міжнародний комітет науки і культури НАН України,
- Науково-дослідний центр з діаграм Вороного, Університет Ханьян (Сеул, Корея)
- Математичний інститут Польської академії наук.

15 листопада 2018 о 18:00 в Колонній залі Київської міської ради (Хрещатик, 36) НПУ ім. Драгоманова разом з КМДА організує вечір, присвячений Георгію Вороному.